# Psammonyx terranovae
Psammonyx terranovae is een vlokreeftensoort uit de familie van de Lysianassidae. De wetenschappelijke naam van de soort is voor het eerst geldig gepubliceerd in 1979 door Steele.